# Irod al II-lea
Irod al II-lea (n. cca. 27 î.Hr. – d. 33/34 AD) a fost fiul lui Irod cel Mare și al Mariamnei a II-a, fiica marelui preot Simon Boethus (Marcu 6:17). Pentru o scurtă perioadă, el a fost moștenitorul tatălui său. Unii cercetători istorici îl numesc Irod Filip I (a nu se confunda cu Filip Tetrarhul, pe care unii autori îl numesc Irod Filip al II-lea).
Irod a fost primul soț al Irodiadei și deoarece în Evanghelia lui Marcu se spune că Irodiada a fost căsătorită cu Filip, unii autori au susținut că numele său a fost, de fapt, Irod Filip. Mulți cercetători contestă totuși acest fapt și consideră că autorul Evangheliei a făcut o confuzie, o sugestie susținută de faptul că mai târziu Evanghelia lui Luca nu îl menționează sub numele Filip. Deoarece era nepotul marelui preot Simon Boethus el este menționat uneori ca Irod Boethus, dar nu există nici o dovadă că a fost într-adevăr numit astfel.

## Viața și căsătoria
Executarea de către Irod cel Mare a celor doi fii născuți de soția sa hasmonee Mariamna, Alexandru și Aristobul al IV-lea, în anul 7 î.Hr., a lăsat-o orfană pe fiica minoră a celui de-al doilea, Irodiada. Regele a logodit-o cu Irod al II-lea, un  unchi vitreg, și relația ei cu linia de sânge a hasmoneilor a întărit dreptul noului ei soț de a-i succede tatălui său.
Iosephus Flavius menționează următoarele în lucrarea Antichități iudaice (Cartea a XVIII-a, Capitolul 5, 4):
Irodiada, [...], a fost căsătorită cu Irod, fiul lui Irod cel Mare cu Mariamne, fiica marelui preot Simon. [Irod al II-lea și Irodiada] au avut o fată, Salomeea...
Această înrudire a provocat opoziția lui Antipater al II-lea, fiul cel mai mare al lui Irod cel Mare, așa că Irod l-a retrogradat pe Irod al II-lea pe poziția a doua în linia de succesiune. Executarea lui Antipater în anul 4 î.Hr. pentru că ar fi plănuit otrăvirea tatălui său părea să-l facă pe Irod al II-lea, cel mai în vârstă fiu supraviețuitor al lui Irod cel Mare,  primul în linia de succesiune, dar cunoașterea complotului de otrăvire de către mama lui și neputința de a-l opri l-a determinat pe Irod I să-l înlăture pe Irod al II-lea din linia de succesiune cu doar câteva zile înainte de a muri. Irod a II-lea a trăit cu Irodiada la Roma ca un simplu cetățean și, prin urmare, a supraviețuit epurărilor realizate de tatăl său pe patul de moarte. Irod Antipa și ceilalți frați vitregi supraviețuitori au împărțit Iudeea între ei.

## Divorțul
Irodiada s-a căsătorit mai târziu cu fratele vitreg al lui Irod al II-lea, Irod Antipa. Potrivit lui Iosephus:
Irodiada încălcat legilor țării noastre, a divorțat de soțul ei în timp ce el era în viață și s-a căsătorit cu Irod Antipa.
Potrivit Evangheliei după Matei și Evangheliei după Luca, Ioan Botezătorul s-a opus acestei căsătorii ce încălca prescripțiile iudaice. Evanghelia după Matei indică faptul că Ioan a fost executat pentru că a criticat această căsătorie. Iosephus nu spune acest lucru, dar cele două evenimente, căsătoria Irodiadei cu Irod Antipa și executarea lui Ioan Botezătorul — și războiul ulterior cu Aretas al IV-lea Philopatris, regele nabateenilor — pot avea legătură între ele.
Nu se mai cunosc informații despre viața lui Irod al II-lea, după ce a divorțat.

## Legături externe
- Herod Dynasty Family Tree